# Newton, Mississippi
Newton är en ort i Newton County i Mississippi. Vid 2010 års folkräkning hade Newton 3 373 invånare.